# Hipposideros halophyllus
Hipposideros halophyllus is een zoogdier uit de familie van de bladneusvleermuizen van de Oude Wereld (Hipposideridae). De wetenschappelijke naam van de soort werd voor het eerst geldig gepubliceerd door Hill & Yenbutra in 1984.